# Boissy-le-Cutté
Boissy-le-Cutté é uma comuna francesa na região administrativa da Ilha de França, no departamento de Essonne. Estende-se por uma área de 4.58 km². Em 2010 a comuna tinha 1 333 habitantes (densidade: 291 hab./km²).